# May Picqueray
 (novembre 2022).
Pour les frères jumeaux écrivains belges, voir Marcel et Gabriel Piqueray.
Marie Jeanne « May » Picqueray, née le 8 juillet 1898 à Savenay (Loire-Inférieure) et morte le 3 novembre 1983 dans le 14e arrondissement de Paris, est une militante anarcho-syndicaliste et antimilitariste libertaire française.
D'avril 1974 à décembre 1983, elle anime Le Réfractaire, d'abord « journal de l’association Les Amis de Louis Lecoin ; social, libertaire » puis « organe libertaire pour la défense des libertés individuelles », périodique antimilitariste.

## Biographie
May Picqueray est née le 8 juillet 1898 à Savenay (Loire-Inférieure), de François-Jean-Marie Picqueray et de Marie-Louise Françoise Leray.
Elle passe son enfance entre Châteaubriant et Saint-Nazaire.
Attirée dans sa jeunesse par les milieux révolutionnaires, May Picqueray part pour Moscou en 1922, en tant que déléguée du syndicat des métaux, à l'occasion du congrès de l'Internationale syndicale rouge, au cours duquel elle monte sur la table pour dénoncer des congressistes en train de se goberger alors que le peuple soviétique crève de faim. Elle rend visite à Lénine, déjà affaibli par la maladie. En raison de la responsabilité de Trotski dans l'écrasement de la Commune de Kronstadt et de sa trahison vis-à-vis de Makhno, elle refuse de serrer la main du généralissime à qui elle était pourtant venue demander la libération de camarades anarchistes enfermés dans le camp d'Arkhangelsk par les bolchéviques.
En 1921, deux anarchistes d'origine italienne, Nicola Sacco et Bartolomeo Vanzetti, sont condamnés à mort par la justice américaine, alors qu'ils crient leur innocence. En dépit de la mobilisation des milieux de gauche, la presse française reste muette. Pour déclencher la campagne de presse, May Picqueray envoie à l'ambassade américaine un colis piégé contenant un grenade défensive et des tracts. Cette « initiative » réussit à mobiliser les journalistes, sans causer de dégâts autres que matériels. Malgré l'ampleur des manifestations mondiales en leur faveur, Sacco et Vanzetti seront exécutés en 1927 - et réhabilités en 1978.
En 1924, elle fait le coup de poing au meeting de la Grange-aux-Belles au cours duquel les communistes tuent deux ouvriers anarchistes à coups de revolver. Son amitié avec Emma Goldman et Alexandre Berkman ainsi que son voyage en URSS ont confirmé le caractère dictatorial du régime communiste, alors même que Staline n'est pas encore à la tête du pays.
May Picqueray entre au Comité d'Aide aux enfants espagnols où son activité consiste à transporter des orphelins espagnols et à réunir les membres épars des familles que la guerre d'Espagne a séparés. Elle se trouve à Toulouse au moment de la Débâcle où elle s'occupe de l'accueil des réfugiés. Puis de ravitailler les camps de concentration français de Noé et du Vernet d'où elle parvient à faire évader 9 internés. Son activité résistante consiste surtout à fabriquer des faux papiers, en association avec Renée Lamberet et Madeleine Lamberet, pour tous ceux qui en ont besoin.
Féministe avant l'heure, May Picqueray a vécu en femme indépendante sans se priver de fonder une famille. Elle a donc élevé seule ses trois enfants nés de trois pères différents. Mariée à Saint-Nazaire le 22 juillet 1916 avec Fred Schneyder, de nationalité néerlandaise, elle s'en sépare trois semaines plus tard. En 1923, elle met au monde une fille, Sonia, conçue pendant son voyage en Union soviétique avec Lucien Chevalier, secrétaire fédéral de la Fédération des Métaux. Puis en août 1930, elle épouse François Niel, dont elle aura un fils, Lucien. Enfin, en 1941, en pleine guerre, elle met au monde une fille, Marie-May, qu'elle a conçue avec Isaac Gilman, juif bielo-russe réfugié à Toulouse.
Camarade de Louis Lecoin, elle s'est associée à tous ses combats et a poursuivi sa vie de militante après la mort de ce dernier.
Enthousiaste en mai 68, très engagée dans la lutte du Larzac, elle a participé à toutes les campagnes anti-nucléaires et soutenu les objecteurs de conscience et les réfractaires au service militaire.

### Vie professionnelle
May Picqueray a été une des figures du syndicat des correcteurs. Elle fut notamment correctrice à Ce Soir, Libération et pendant vingt ans, au Canard enchaîné.

### Le Réfractaire

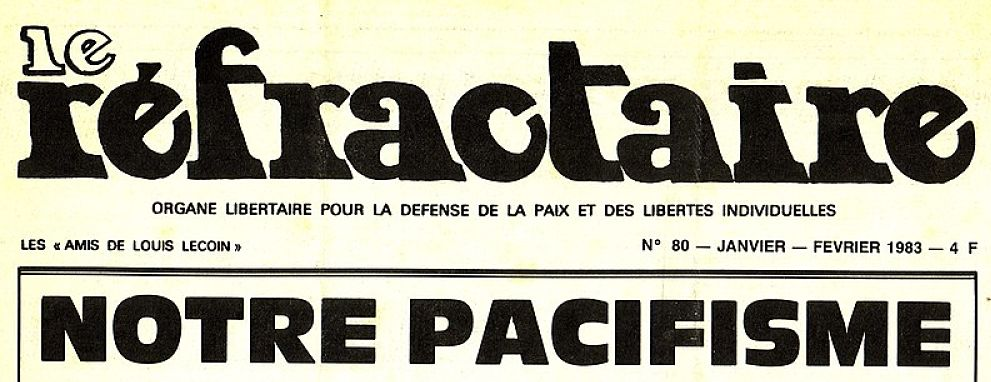
Le numéro 80 du Réfractaire. Dessin de Jossot.

Figure importante du milieu libertaire, May Picqueray fut la fondatrice du journal des « Amis de Louis Lecoin » Le Réfractaire (« Organe libertaire pour la défense de la paix et des libertés individuelles »), elle a fait paraître ce mensuel du 1er avril 1974 jusqu'à sa mort, le 2 novembre 1983 - soutenue jusque-là par de nombreux jeunes artistes objecteurs de conscience, et des dessinateurs du Canard enchaîné : Moisan, Vasquez de Sola, Leffel, Cardon, Escaro, Pino Zac, ou Plantu, Dominique, Didier Le Bornec, Ritche... (voir : May la réfractaire).
En 1981, elle est co-solidaire de la publication Avis de recherche consacrée au soutien des appelés insoumis au service militaire.
Selon sa volonté, May Picqueray a été incinérée au Père-Lachaise.

## Hommages
- Depuis 2015, un jardin lui rend hommage, au niveau du 94, boulevard Richard-Lenoir, le jardin May-Picqueray du 11e arrondissement de Paris.

## Œuvre
- May la réfractaire, 1979, préface de Bernard Thomas  (ISBN 9782863100240).
- May la réfractaire, Libertalia, 2021, reprise en poche et légèrement augmentée (annexes) de l'édition originale  (ISBN 9782377291632).

### Filmographie
- Bernard Baissat, Écoutez May Picqueray, pacifiste libertaire, 16 mm, 70 min, TV Suisse Romande, Planète, 1983, voir en ligne[4],[5].
- 1918-1939 : Les Rêves brisés de l'entre-deux-guerres, docu-fiction librement inspiré de la vie de May Picqueray entre autres, par Jan Peter et Frédéric Goupil, coproduction Arte, sept. 2018[6]. Son rôle y est interprété par l'actrice Solène Rigot.

### Radio
- May Picqueray, anarchiste et pacifiste, Radio libertaire, 27 février 2014, voir en ligne.